# 4-MeO-DMT
4-MeO-DMT（4-甲氧基-N,N-二甲基色胺，也称为O-甲基脱磷酸裸盖菇素）是一种色胺衍生物，化学式C13H18N2O，能作为致幻剂，效果弱于5-甲氧基二甲基色胺（5-MeO-DMT）和脱磷酸裸盖菇素（4-HO-DMT）。